# 오스틴 (텍사스주)

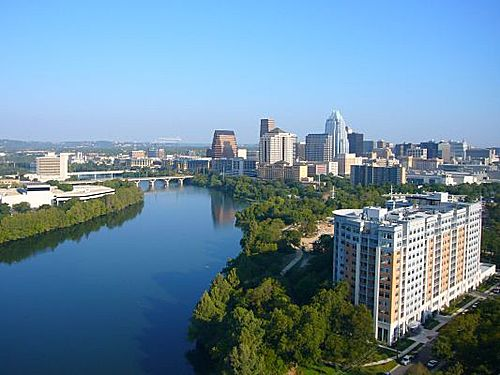
오스틴

오스틴(Austin)은 미국 텍사스주 중부에 있는 텍사스 주의 주도이다. 1839년에 창건되었으며, 1840년에 텍사스 공화국의 수도가 되었다. 공화국의 공무원들은 콜로라도강이 보이는 절벽에 자리잡아 아름다운 광경과 중앙에 자리잡은 이유로 오스틴을 수도로 삼았다고 한다. 도시의 이름은 "텍사스의 아버지"로 알려진 개척자 스티븐 오스틴의 이름을 딴 것이다.

## 교육과 문화
텍사스주 의사당이 오스틴의 주요 경계표이며, 도시 중심가의 근처에 자리잡고 있다. 주 의사당의 대리점들과 연구소들이 도시 전역에 퍼져있다. 텍사스 대학교의 주요 캠퍼스가 주 의사당 근처에 뻗어있다. 텍사스 대학의 프랭크 어윈 센터에서 스포츠와 연예의 이벤트가 열린다. 또한 오스틴 신학 대학원, 오스틴 장로교 신학교, 콩코디아 대학교 텍사스 캠퍼스, 휴스턴-틸로트슨 대학교와 세인트 에드워드 대학교 등도 있다.
텍사스 대학교에는 린든 B. 존슨 기념 도서관과 박물관, 또한 자연적인 역사를 전시한 텍사스 기념 박물관 등이 자리잡고 있다.

## 경제
오스틴은 육우 사육과 다른 농산물의 시장 중심지이다. 많은 통상 단체와 협회들이 오스틴에 본사를 두고 있다. 오스틴은 또한 컨트리 음악 산업의 중심지이다.
실리콘 힐스라고 불리는 오스틴 대도시권 지역은 제조업 공장 수 백 곳이 있다. 그 지역은 전자 제품과 첨단기술 산업의 중심지이다. 대한민국의 다국적 기업 삼성전자의 반도체 공장을 포함해 애플, IBM, 인텔, 구글, 텍사스 인스트루먼트, 3M 등 수 많은 기업들의 지사를 오스틴에 기반을 두고 있다. 미국의 컴퓨터 회사 델컴퓨터와 미국의 식자재 회사 홀 푸드 마켓(Whole Foods Market)역시 오스틴에 본사를 두고 있다.
오스틴의 다른 주요 산업으로는 출판과 관광업이다.

## 역사
1800년대 초반 백인 정착자들이 처음 도착하였을 때, 지금의 오스틴 지역에는 통카와 인디언(Tonkawa)들이 살고 있었다. 정착자들은 자기의 공동체 지역을 "워털루"라고 이름지었다. 1839년에는 워털루가 오스틴으로 이름을 바꾸면서 도시화되었다. 1900년 오스틴에 22,258명의 사람들이 살고 있을 때, 콜로라도 강이 도시의 저지대로 넘쳐흘러 댐을 터뜨렸다. 그들은 도시 근처에 7개의 인공적 호수들을 창조하였다. 이 호수들은 놀이 시설을 공급하였다.
1920년에는 34,876명의 사람들이 살고 있었다. 1920년부터 2000년까지 10년마다 오스틴의 인구는 3분의 1 이상으로 늘어났다. 1970년대 동안에는 텍사스 대학교의 번영과 오스틴이 비즈니스와 주정부의 중심지로 발달함으로써 인구가 증가하였다. 1970년대와 1980년대 초반에는 많은 큰 건설 프로젝트들이 오스틴 지역에 떠맡겨졌다. 이들은 많은 사무실, 아파트, 호텔, 쇼핑 센터, 대학과 주정부 건물들을 포함한다. 2013년에는 오스틴의 인구가 885,400명으로 늘었다.

## 인구
| 인구조사              | 인구    | Note  | %±     |
| --------------------- | ------- | ----- | ------ |
| 1850년                | 629     |       | —      |
| 1860년                | 3,494   |       | 455.5% |
| 1870년                | 4,428   |       | 26.7%  |
| 1880년                | 11,013  |       | 148.7% |
| 1890년                | 14,575  |       | 32.3%  |
| 1900년                | 22,258  |       | 52.7%  |
| 1910년                | 29,860  |       | 34.2%  |
| 1920년                | 34,876  |       | 16.8%  |
| 1930년                | 53,120  |       | 52.3%  |
| 1940년                | 87,930  |       | 65.5%  |
| 1950년                | 132,459 |       | 50.6%  |
| 1960년                | 186,545 |       | 40.8%  |
| 1970년                | 253,539 |       | 35.9%  |
| 1980년                | 345,890 |       | 36.4%  |
| 1990년                | 465,622 |       | 34.6%  |
| 2000년                | 656,562 |       | 41.0%  |
| 2010년                | 790,390 |       | 20.4%  |
| 2019 (추산)           | 978,908 | [ 1 ] | 23.9%  |
| U.S. Decennial Census |         |       |        |

## 기후
| 오스틴 (캠프 메이브리)의 기후                                                                  | 오스틴 (캠프 메이브리)의 기후 | 오스틴 (캠프 메이브리)의 기후 | 오스틴 (캠프 메이브리)의 기후 | 오스틴 (캠프 메이브리)의 기후 | 오스틴 (캠프 메이브리)의 기후 | 오스틴 (캠프 메이브리)의 기후 | 오스틴 (캠프 메이브리)의 기후 | 오스틴 (캠프 메이브리)의 기후 | 오스틴 (캠프 메이브리)의 기후 | 오스틴 (캠프 메이브리)의 기후 | 오스틴 (캠프 메이브리)의 기후 | 오스틴 (캠프 메이브리)의 기후 | 오스틴 (캠프 메이브리)의 기후 |
| 월                                                                                             | 1월                           | 2월                           | 3월                           | 4월                           | 5월                           | 6월                           | 7월                           | 8월                           | 9월                           | 10월                          | 11월                          | 12월                          | 연간                          |
| ---------------------------------------------------------------------------------------------- | ----------------------------- | ----------------------------- | ----------------------------- | ----------------------------- | ----------------------------- | ----------------------------- | ----------------------------- | ----------------------------- | ----------------------------- | ----------------------------- | ----------------------------- | ----------------------------- | ----------------------------- |
| 역대 최고 기온 °C (°F)                                                                         | 32 (90)                       | 37 (99)                       | 37 (98)                       | 37 (99)                       | 40 (104)                      | 43 (109)                      | 43 (109)                      | 44 (112)                      | 44 (112)                      | 38 (100)                      | 33 (91)                       | 32 (90)                       | 44 (112)                      |
| 일평균 최고 기온 °C (°F)                                                                       | 16.9 (62.5)                   | 19.2 (66.5)                   | 22.9 (73.3)                   | 26.8 (80.3)                   | 30.5 (86.9)                   | 34.0 (93.2)                   | 35.9 (96.6)                   | 36.6 (97.8)                   | 33.0 (91.4)                   | 28.1 (82.5)                   | 21.9 (71.5)                   | 17.7 (63.9)                   | 26.9 (80.5)                   |
| 일일 평균 기온 °C (°F)                                                                         | 11.2 (52.2)                   | 13.4 (56.1)                   | 17.1 (62.8)                   | 20.9 (69.6)                   | 24.9 (76.8)                   | 28.3 (83.0)                   | 29.9 (85.8)                   | 30.3 (86.5)                   | 27.1 (80.8)                   | 22.0 (71.6)                   | 16.1 (61.0)                   | 12.0 (53.6)                   | 21.1 (70.0)                   |
| 일평균 최저 기온 °C (°F)                                                                       | 5.4 (41.8)                    | 7.7 (45.8)                    | 11.2 (52.2)                   | 14.9 (58.9)                   | 19.3 (66.8)                   | 22.7 (72.9)                   | 23.9 (75.0)                   | 23.9 (75.1)                   | 21.2 (70.1)                   | 16.0 (60.8)                   | 10.3 (50.5)                   | 6.3 (43.4)                    | 15.2 (59.4)                   |
| 역대 최저 기온 °C (°F)                                                                         | −19 (−2)                      | −18 (−1)                      | −8 (18)                       | −1 (30)                       | 4 (40)                        | 11 (51)                       | 14 (57)                       | 14 (58)                       | 5 (41)                        | −1 (30)                       | −7 (20)                       | −16 (4)                       | −19 (−2)                      |
| 평균 강수량 mm (인치)                                                                          | 67 (2.64)                     | 48 (1.89)                     | 73 (2.88)                     | 61 (2.42)                     | 128 (5.04)                    | 93 (3.68)                     | 50 (1.96)                     | 70 (2.74)                     | 88 (3.45)                     | 99 (3.91)                     | 74 (2.92)                     | 69 (2.72)                     | 921 (36.25)                   |
| 평균 강설량 cm (인치)                                                                          | 0.0 (0.0)                     | 0.51 (0.2)                    | 0.0 (0.0)                     | 0.0 (0.0)                     | 0.0 (0.0)                     | 0.0 (0.0)                     | 0.0 (0.0)                     | 0.0 (0.0)                     | 0.0 (0.0)                     | 0.0 (0.0)                     | 0.0 (0.0)                     | 0.0 (0.0)                     | 0.51 (0.2)                    |
| 평균 강수일수 (≥ 0.01 인치)                                                                    | 7.6                           | 7.7                           | 8.9                           | 7.1                           | 8.9                           | 7.4                           | 4.9                           | 4.8                           | 7.1                           | 7.0                           | 6.9                           | 7.5                           | 85.8                          |
| 평균 강설일수 (≥ 0.1 인치)                                                                     | 0.2                           | 0.3                           | 0.0                           | 0.0                           | 0.0                           | 0.0                           | 0.0                           | 0.0                           | 0.0                           | 0.0                           | 0.0                           | 0.1                           | 0.6                           |
| 평균 상대 습도 (%)                                                                             | 67.2                          | 66.0                          | 64.2                          | 66.4                          | 71.4                          | 69.5                          | 65.1                          | 63.8                          | 68.4                          | 67.1                          | 68.7                          | 67.6                          | 67.1                          |
| 평균 월간 일조시간                                                                             | 163.8                         | 169.3                         | 205.9                         | 205.8                         | 227.1                         | 285.5                         | 317.2                         | 297.9                         | 233.8                         | 215.6                         | 168.3                         | 153.5                         | 2,643.7                       |
| 가능 일조율                                                                                    | 51                            | 54                            | 55                            | 53                            | 54                            | 68                            | 74                            | 73                            | 63                            | 61                            | 53                            | 48                            | 60                            |
| 출처: 미국 해양대기청 (평년값: 1991년~2020년, 극값: 1891년~현재, 상대습도/일조: 1961년~1990년) |                               |                               |                               |                               |                               |                               |                               |                               |                               |                               |                               |                               |                               |

## 자매 도시
- 대한민국 광명시
- 터키 안탈리아
- 멕시코 살티요 (1968년)
- 레소토 마세루 (1978년)
- 페루 리마 (1981년)
- 오스트레일리아 애들레이드 (1983년)
- 중화민국 타이중시 (1986년)
- 일본 오이타시 (1990년)
- 독일 코블렌츠 (1991년)
- 중국 시솽반나 다이족 자치주 (1997년)
- 나이지리아 Orlu (2000년)
- 터키 페티예 (2008년)